# Oda van Saksen
Oda van Saksen, (ca. 884 - 2 juli, na 952) was een Frankische edelvrouwe, die in de volkstraditie soms, maar ten onrechte , vereerd wordt als heilige. Als echtgenote van koning Zwentibold was ze korte tijd koningin van Lotharingen en van Oost-Francië en als echtgenote van Everhard van Franken hertogin van Franken en van Lotharingen.

## Levensbeschrijving

### Afstamming
Oda van Saksen werd rond 880 geboren als vijfde of zesde kind van Otto I van Saksen en Hedwig van Babenberg in Zuid-Thüringen in het toenmalige Oost-Francië. Haar vader, ook wel Otto de Illustere genoemd, was in 880 hertog van het stamhertogdom Saksen geworden en wordt gezien als stamvader van de Ottonen. Oda's broer Hendrik de Vogelaar wordt beschouwd als de eerste koning van het middeleeuwse Duitsland, dat voordien bekendstond als Oost-Francië. Het machtscentrum van Oda's familie, de Liudolfingen, vormde de abdij van Brunshausen, vanaf 881 verplaatst naar de abdij van Gandersheim, waar Oda's oudere zuster Liutgard abdis was. Sommige bronnen vermelden ook Oda als abdis van deze kloosters.

### Huwelijken en nakomelingen
Oda huwde in 897 te Worms met Zwentibold (870/871-900), koning van Lotharingen en werd de moeder van drie dochters:
- Benedicta, abdis van de abdij van Susteren;
- Cecilia, eveneens abdis van Susteren;
- Relindis, die zich als kluizenares in Flémalle (bij Luik) vestigde.

Na de gewelddadige dood van Zwentibold op 13 augustus 900, huwde Oda nog in hetzelfde jaar een van zijn belagers, Gerard van de Metzgau (ca. 875-910), graaf van Metz, die al jaren op Lotharingen aasde. De drie nog zeer jonge kinderen van Zwentibold werden in kloosters ondergebracht, wellicht met de bedoeling dat de lijn op deze manier zou uitsterven. Met Gerard kreeg Oda vier kinderen:
- Wigfried (901-953), die in 924 aartsbisschop van Keulen werd;
- Uda of Oda (ca. 905-963), die met Gozelo van de Ardennen trouwde;
- een onbekende dochter;
- Godfried (ca. 905-na 949), graaf van de Gulikgouw, paltsgraaf van Lotharingen.

Na Gerards dood op 22 juni 910 trouwde Oda met Everhard van Franken (~885-939) van de Opper-Lahngouw, zoon van Koenraad de Oudere en broer van Koenraad I van Franken, koning van Oost-Francië. Met Everhard had Oda mogelijk nog één dochter:
- Ingeltrude, echtgenote van Robert, markgraaf van Dijon.

Oda overleefde al haar echtgenoten, die allen in een veldslag om het leven kwamen. Het is niet bekend in welk jaar ze overleed en waar ze begraven is.

## Nalatenschap; verering
In de middeleeuwen werden koning Zwentibold en soms zelfs zijn echtgenote Oda, als heiligen vereerd. De laatste moet niet worden verward met de heilige Oda (van Sint-Oedenrode) , zie hierna. Topografische namen en andere verwijzingen naar Oda in de omgeving van Susteren (bijvoorbeeld de Odasingel in Sittard en de Vrouwenvereniging St. Oda - Susteren), verwijzen echter wel naar Oda van Saksen.
De schedel van Oda van Saksen wordt bewaard in de schatkamer van de Sint-Amelbergabasiliek in Susteren in een witgelakte reliekhouder uit de 17e of 18e eeuw, die sterk lijkt op die van haar echtgenoot Zwentibold in dezelfde schatkamer.
In Nederland en België zijn verschillende kerken naar de Heilige Oda genoemd, onder andere de Sint-Odakerk in Melderslo, maar het gaat hierbij telkens om Oda van Brabant (ca. 680-726), die als kluizenares te Venray zou hebben geleefd en te Sint-Oedenrode overleed.